# Krzysztof Rejno
Krzysztof Rejno (ur. 22 lutego 1993) – polski siatkarz, grający na pozycji środkowego. 16 kwietnia 2015 został powołany przez trenera Andrzeja Kowala do szerokiej kadry reprezentacji Polski B na sezon 2015.

## Sukcesy klubowe

### młodzieżowe
Młoda Liga:
- 2012
- 2015
- 2013

### seniorskie
Mistrzostwo Polski:
- 2016, 2022[5]
- 2018, 2021

Superpuchar Polski:
- 2019, 2020

Puchar Polski:
- 2021, 2022[6]

Liga Mistrzów:
- 2021, 2022

Puchar CEV:
- 2024[7]
- 2025[8]